# Route van de cisterciënzerabdijen

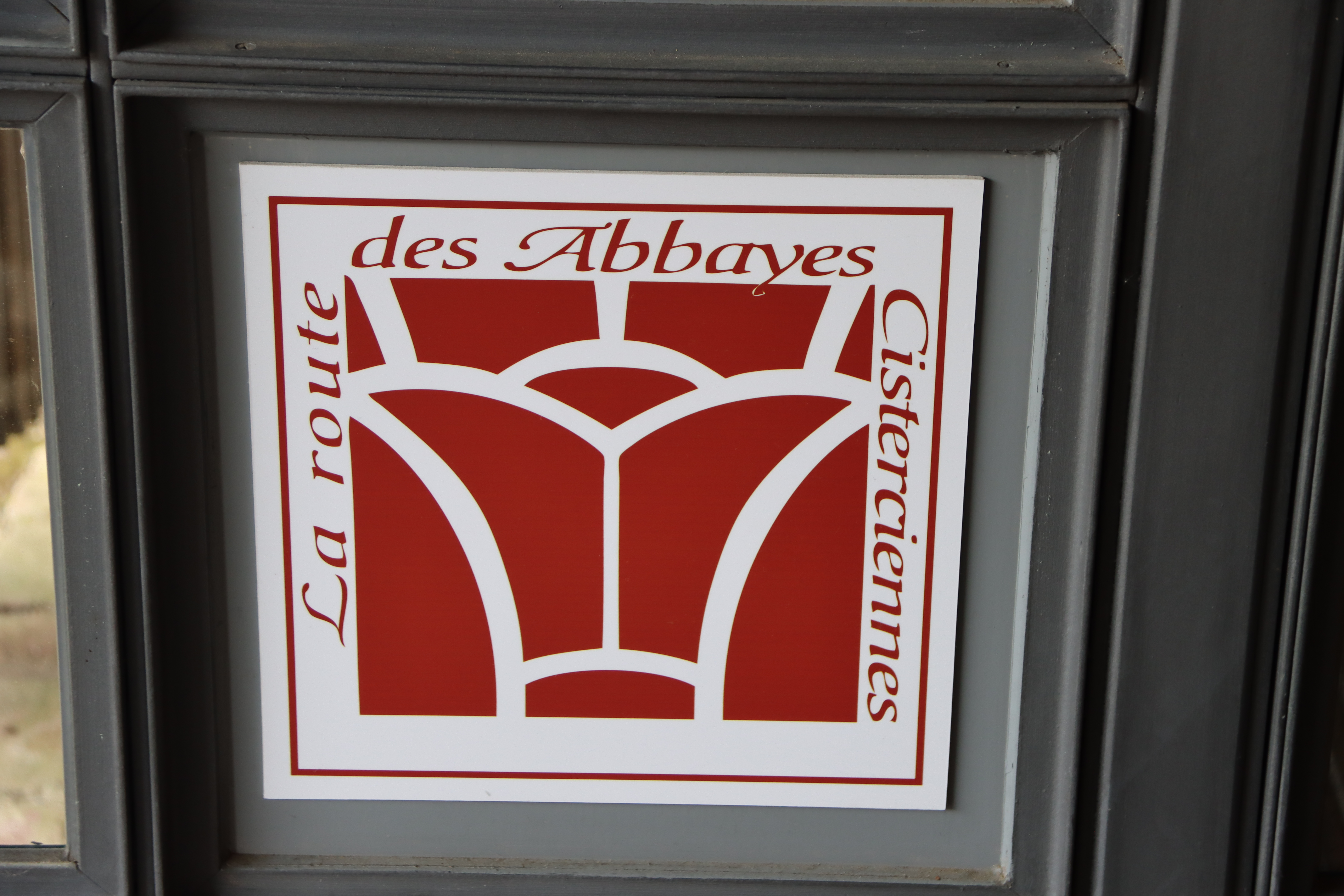
Route aan de abdij van Maulbronn

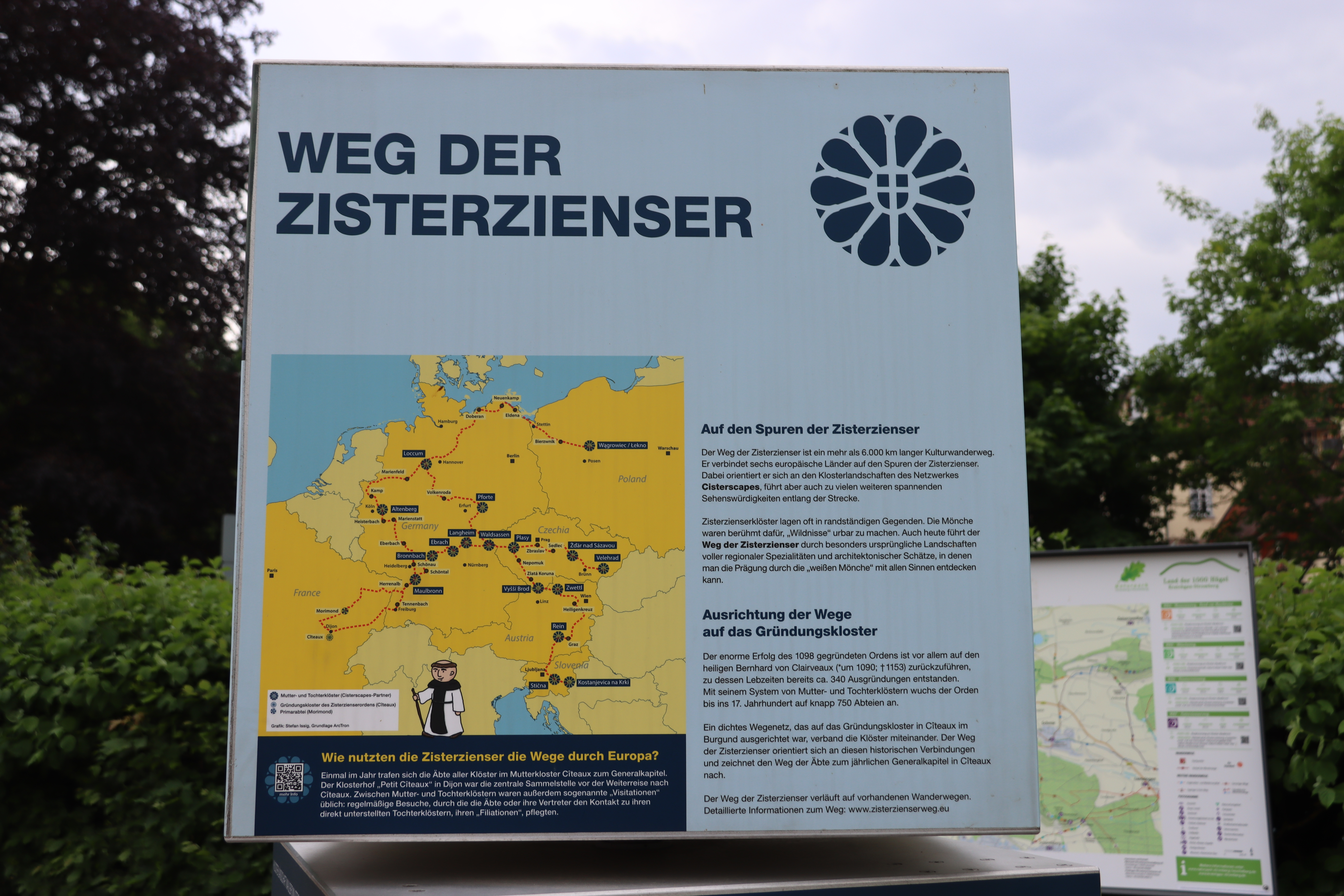

De Route van de cisterciënzerabdijen is een toeristische autoroute in Europa. Ze verbindt de kloosters en abdijen van de cisterciënzers.
De route loopt door België, Tsjechië, Denemarken, Frankrijk, Duitsland, Italië, Nederland, Polen, Portugal, Slovenië, Spanje, Zweden, Zwitserland en het Verenigd Koninkrijk.
In 2010 werd de route door de Raad van Europa erkend als Europese Culturele Route.